# شتالهوفن
شتالهوفن (به آلمانی: Stahlhofen) یک شهر در آلمان است که در وستروالدکرایس واقع شده‌است. شتالهوفن ۷۰۸ نفر جمعیت دارد.